# 레미기유스 발리울리스
레미기유스 발리울리스(리투아니아어: Remigijus Valiulis, 1958년 9월 20일~2023년 7월 20일)는 리투아니아의 육상 선수로 소련을 대표하여 1980년 모스크바 올림픽 남자 1600m 릴레이에서 금메달을 획득하였다.
그는 1975년 아테네에서 열린 유럽 주니어 선수권 대회에 나가 1600m 릴레이에서 7위를 했다.
발리울리스는 모스크바 올림픽 1600m 릴레이에서 빅토르 마르킨, 미하일 린게, 니콜라이 체르네츠키와 함께 우승을 거두었다.

## 참고 문헌
- 레미기우스 발리울리스. Sports-reference.com.